# Лидија Бенедетич Лапајне
Лидија Бенедетич-Лапајне (касније Кристанчич, Јесенице, 1. април 1959) била је југословенска атлетичарка, који се такмичила у скоку увис. Била је чланица АК Горица из Нове Горице. По завршетку каријере ради у школи.
У дугогодишњој такмичарској каријери Лидија је као прва југословенска атлетичарка која је два пута учествовала на Летњим олимпијским играма. На Играма 1980. у Москви била је 19. (1,80 м), а 1984. у Лос Анђелесу 16. (1,87 м).
Лапајнеова је три пута била првакиња Југославије 1979. 1980. и 1982. године.
На Медитеранстим играма учествовала је два пута 1979. у Сплиту и 1983. у Казабланци. У Сплиту је била трећа са 1,74 м, а у Казабланци друга са 1,86 м. Године 1983. учествовала је и на Светском првенству у Хелсинкију али није успела да се пласира у финале.
Године 1983. Лидија Бенедетич-Лапајне проглашена је за најбољу спортисткињу Словеније.